# 异丁胺
异丁胺是一种伯胺，是丁胺的四种异构体之一，另外三种是叔丁胺、正丁胺和仲丁胺。

## 天然存在
异丁胺存在于某些藻类和植物中。

## 制备
异丁胺可以由异丁醛和氨在氢气下反应而成。

## 性质
异丁胺是一种沸点 66 °C 的无色液体，水溶液呈强碱性。
异丁胺会和空气形成高度易燃的混合物。它的闪点为-13°C。它的可燃下限为 1.9% (57 g/m3) ，可燃上限 10.8% (330 g/m3)。 它的自燃点为 370 °C.

## 用处
异丁胺少量用于有机合成和杀虫剂。